# Carmel-Weinkellereien

Logo der Carmel-Weinkellereien (englisch)

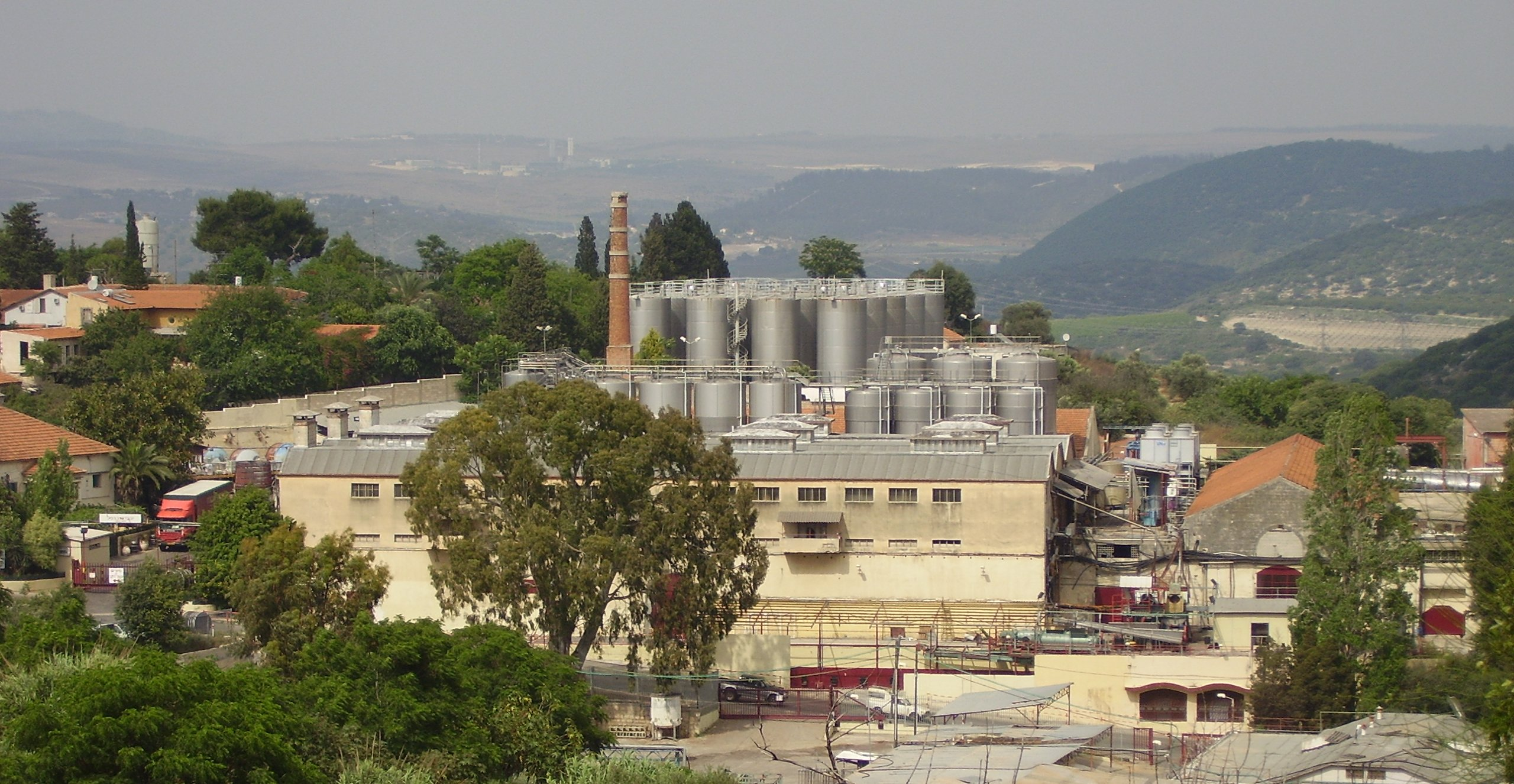
Carmel-Weinkellerei in Sichron Jaʿaqov

Die Carmel-Weinkellereien (hebräisch יִקְבִּי כַּרְמֶל Jiqvej Karmel, deutsch ‚Weinkeller[eien] des Karmels‘) sind der größte Weinproduzent Israels. Carmel produziert hauptsächlich koschere Massenweine für den israelischen Markt, daneben aber auch qualitativ hochwertige Weine, die international Beachtung finden.
Carmel hat seinen Hauptsitz in Rischon LeZion, große Kelter- und Kelleranlagen sowie eine Probierstube befinden sich auch in Sichron Jaʿaqov.
Die Gründung von Carmel geht zurück auf die Stiftung Palestine Jewish Colonization Association von Baron Edmond de Rothschild, der damit in den 1880er Jahren jüdische Einwanderer unterstützen wollte.
Im April 2022 wurde bekannt, dass die Carmel-Weinkellereien mit Clal Beverages eine Fusionsvereinbarung getroffen haben. Clal hält 30 % von Jafʾora-Tabori, dem zweitgrößten israelischen Unternehmen für Erfrischungsgetränke. Der Wert des fusionierten Unternehmens wird auf 840 Millionen NIS geschätzt. Das gemeinsame Unternehmen strebt eine Listung an der Börse an.